# Monte Carlo
Monte Carlo é um dos 10 distritos do Principado de Mónaco. Estância luxuosa conhecida pelo seu glamour, celebridades que enxameiam as revistas cor de rosa, praias, casino e também bares da alta sociedade.

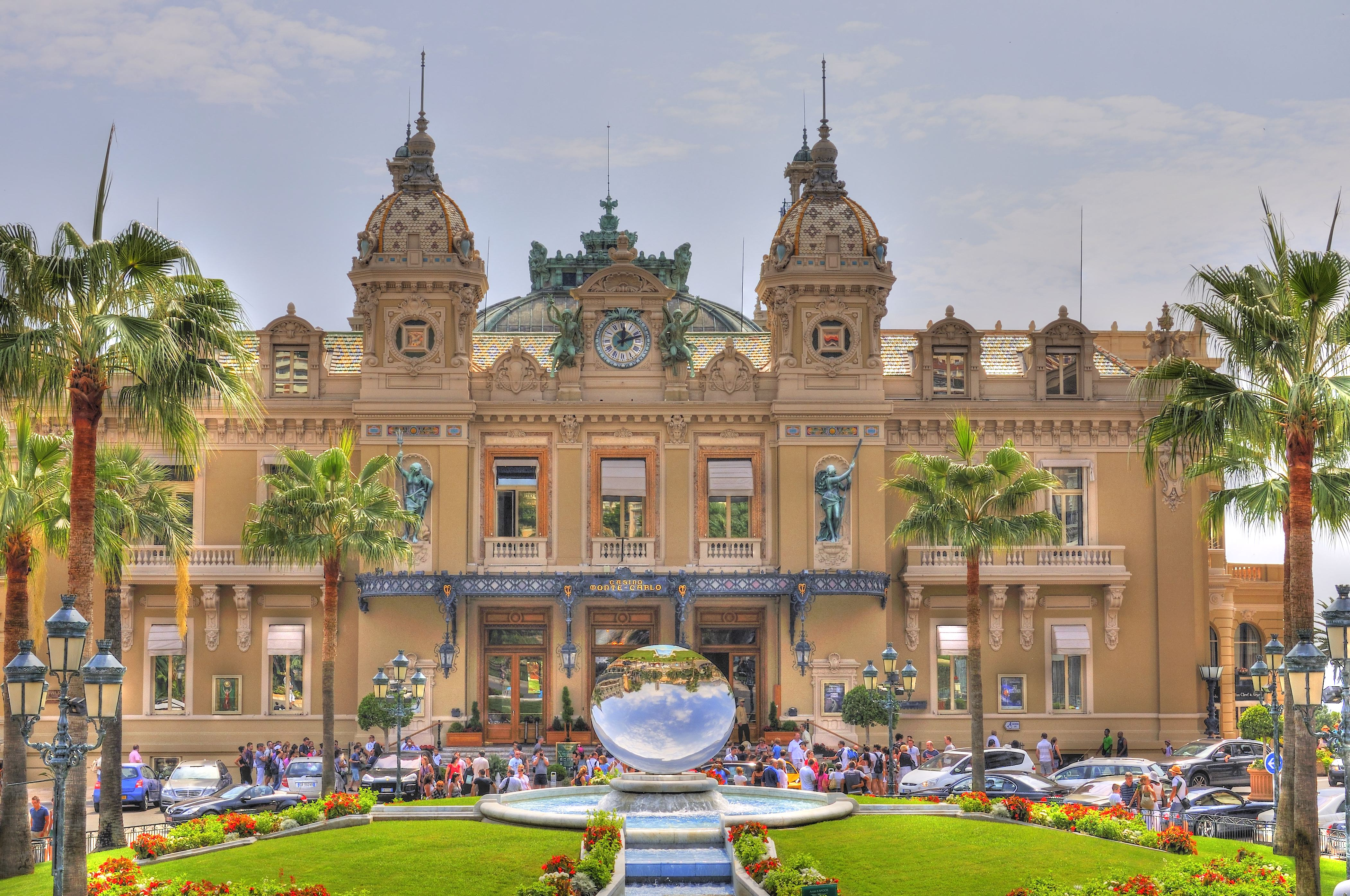
Casino de Monte Carlo.

É aí que se situa o Circuito de Mónaco, onde ocorre o Grande Prémio de Mónaco de Fórmula 1. É palco, ainda, de competições de boxe, apresentações de moda e outros eventos de grande repercussão cultural.
Em uma pesquisa realizada em 2009 pelo Global Property Guide ("Word´s Most Expensives Residential Real Estate Markets 2009"), os imóveis em Monte Carlo foram considerados os mais caros do mundo, com o metro quadrado custando 47.578 dólares, mais que o dobro da segunda colocada, Moscou. O bairro é formado principalmente por casas em estilo vitoriano.
Monte Carlo recebeu esse nome em homenagem do príncipe Carlos III do Mônaco a partir de 1 de julho de 1866, porque, de fato, até 1861 o pequeno principado estava sob a proteção do Reino da Sardenha e a linguagem usada era italiano.